# Pallas konditori
Pallas konditori är ett anrikt konditori som ligger på Strandgatan i Sundsvall, nära Sundsvalls centralstation. Konditoriet grundades 1956 och har än i dag kvar delar av originalinredningen. Här serveras bland annat bakelsen "La strada", ett bakverk som uppfanns av Pallas bagare Kaj Mårtensén. 2018 nämndes Pallas som nummer 5 i Tidningen Lands lista över "6 klassiska konditorier".